# Боголюбский собор (Мичуринск)
Боголю́бский собо́р — православный храм в городе Мичуринске Тамбовской области, кафедральный собор Мичуринской епархии Русской православной церкви. Памятник архитектуры федерального значения.

## История

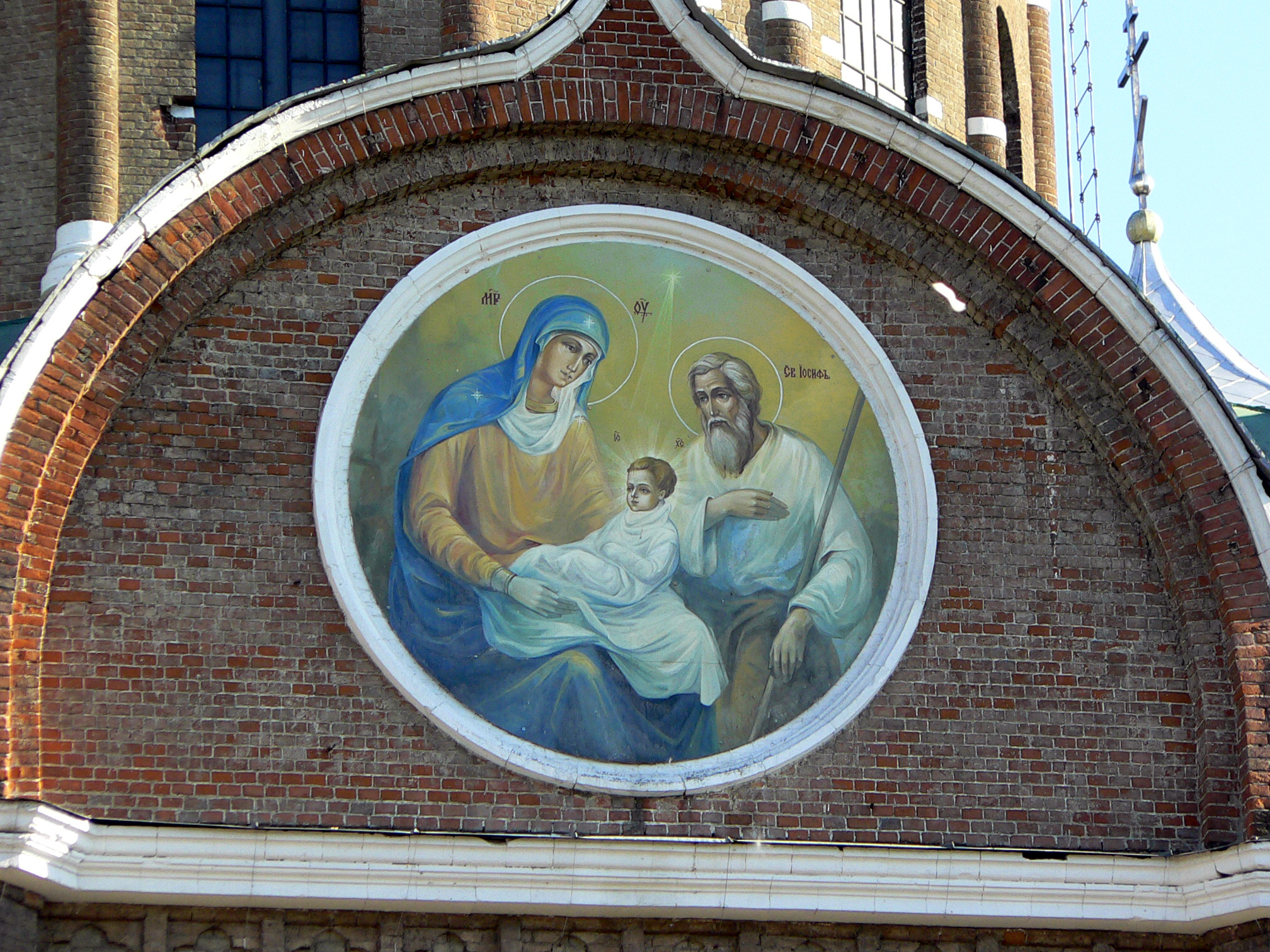
Наружная фреска

В середине XIX века в городе Козлове (с 1932 года — Мичуринск) возникла эпидемия холеры. В числе мер, которые предприняли жители города для борьбы с заболеваний был крестный ход, во время которого верующие несколько раз обошли весь город. Когда через несколько дней эпидемия пошла на убыль, 3 ноября 1847 года был отслужен благодарственный молебен и начат сбор пожертвований на строительство церкви, которая должна была стать памятником этому исцелению.
Строительство церкви началось в августе 1848 года и заняло 24 года. Первым подрядчиком строительства был Зиновий Парфентьев. Для проекта здания были использованы наработки школы Константина Тона, занимавшейся в то время строительством храма Христа Спасителя. Другое подобное здание — Введенский собор лейб-гвардии Семёновского полка в Санкт-Петербурге, до настоящего времени не сохранился. Сохранился похожий собор Рождества Пресвятой Богородицы в Ростове-на-Дону. В 1853 году было начато сооружение купола. Значительная часть денежных средств на постройку была пожертвована козловским купцом Герасимом Вороновым. Он же дал средства на постройку рядом с храмом Боголюбского женского монастыря с домовой церковью и каменными двухэтажными келейными корпусами.
Здание строилось более 20 лет. Этому способствовал и пожар, уничтоживший более половины зданий в городе. Только в январе 1873 года городская управа приняла решение о завершении строительства здания. В том же году сооружение церкви наконец было завершено.

## Описание
В «Тамбовских епархиальных ведомостях» за 1873 год здание описывается следующим образом:

«При взгляде на него среди небольших строений провинциального города, окружающих его, он поражает громадностью своих размеров… Храм необыкновенно вместителен. Если справедливо, что во Введенской церкви в Петербурге помещается свободно полк солдат в 4000 человек с ранцами так, что между рядами их свободный проход, то в Боголюбском соборе в Козлове может поместиться 5 тысяч человек, кроме того, на хорах, устроенных с трёх сторон, может поместиться более тысячи человек… В храме замечательно устройство вентиляции: четверти часа достаточно для освежения воздуха»
Здание выполнено в русско-византийском стиле, в основе которого куб размером 43×43×43 метра. Главный купол имеет диаметр 16 метров и высоту 21 метр. Таким образом, общая высота здания 64 метра. Вокруг главного находятся четыре купола меньших размеров.